# Дигово (гміна)
Гміна Дигово (пол. Gmina Dygowo) — сільська гміна у північно-західній Польщі. Належить до Колобжезького повіту Західнопоморського воєводства.
Станом на 31 грудня 2011 у гміні проживало 5591 особа.

## Територія
Згідно з даними за 2007 рік площа гміни становила 128.57 км², у тому числі:
- орні землі: 71.00%
- ліси: 18.00%

Таким чином, площа гміни становить 17.71% площі повіту.

## Населення
Станом на 31 грудня 2011:
| Опис     | Загалом | Загалом | Чоловіки | Чоловіки | Жінки | Жінки |
| -------- | ------- | ------- | -------- | -------- | ----- | ----- |
| одиниця  | осіб    | %       | осіб     | %        | осіб  | %     |
| все      | 5591    | 100     | 2762     | 49.40    | 2829  | 50.60 |
| міське   | 0       | 100     | 0        |          | 0     |       |
| сільське | 5591    | 100     | 2762     | 49.40    | 2829  | 50.60 |

## Сусідні гміни
Гміна Дигово межує з такими гмінами: Бендзіно, Госьцино, Карліно, Колобжег, Устроне-Морське.